# Google EYE Program
Google EYE Program （页面存档备份，存于）（中文：EYE年輕創業家計劃；英文：Google Empowering Young Entrepreneurs Program）是Google聯同香港中文大學在2014年於香港成立的新創加速器。此計畫旨在透過長期培訓與國際參訪，連結海內外新創資源，推動青年企業家、新創團隊與實業界的創新。至今已經成功培育16家新創公司、連結超過80位新創導師與專家，更接獲南華早報, 香港經濟日報, 信報財經新聞, 華爾街日報, CNBC等多家媒體報導。

## 計畫內容
（根據2016年的規劃）錄取團隊在經過6個月的產業培訓與工作坊後，可以成功建立一套新事業。此計畫目前已經接受超過1,000件新創團隊申請。

### 創新培訓與工作坊
錄取團隊將會參與培訓及後續的工作坊課程。課程大致針對：
- 風險管理
- 設計思考
- 融資、投資與評估
- 團隊帶領
- 大數據分析
- 專案管理
- 流量追蹤
- 創意行銷

等面向進行培訓。錄取團隊可以和合作單位、產業聯繫，從中獲得業界消息與知識，並實際將想法成功變成一項新事業。

### Battle Day
錄取團隊將會在Battle Day當天展示目前成果與未來方向，並經過專業評審的審查，選出6組團隊進行下一階段的培訓。

### Shadowing企業影子計劃
通過評委篩檢的6組團隊將會密切與合作夥伴進行交流，調整目前的商業模式，規劃出日後的團隊走向與發展。

### 國際參訪
第二階段的6組團隊將會前往海外進行企業參訪，同時也會透過合作夥伴的幫助，實際在當地市場展示團隊的商業理念與目前成果。入選團隊分別在2014年前進至矽谷，2015到台灣，2016到新加坡進行參訪。 

### 媒合晚宴
6組團隊與合作夥伴一同展示這半年來取得的成果。每屆將會邀請超過200位嘉賓參與此半天的媒合活動。

## 合作對象

### 合作夥伴
- 亞洲萬里通
- 香港電訊（英文縮寫：HKT）
- 新世界發展

### 協助夥伴
- blueprint Hong Kong （页面存档备份，存于）
- 香港中文大學商學院創業研究中心 （页面存档备份，存于）（英文：Center for Entrepreneurship in The Chinese University of Hong Kong Business School）
- 數碼港（英文：Cyberport）
- 星展銀行（香港）（英文：DBS Hong Kong）
- 恆生管理學院企業發展中心 （页面存档备份，存于）
- 香港科技園公司（英文縮寫：HKSTP）
- 香港投資推廣署（英文：Invest Hong Kong）
- Jumpstart Magazine （页面存档备份，存于）
- K11 (香港)
- 蘭桂坊集團 （页面存档备份，存于）（英文：LAN KWAI FONG Group; 英文縮寫：LKFGroup）
- 香港理工大學企業發展院 （页面存档备份，存于）
- 香港科技大學（英文簡寫：HKUST）
- The Wave （页面存档备份，存于）
- 優步（英文：Uber）
- Visa
- WHub （页面存档备份，存于）

### 海外合作
- Action Community for Entrepreneurship （页面存档备份，存于）（英文縮寫：ACE）
- DBS Innovation
- BASH
- 新加坡安建之友（英文：KPMG Singapore （页面存档备份，存于））
- Reach World Sentosa Singapore （页面存档备份，存于）
- Infocomm Investments Singapore
- Tech in Asia （页面存档备份，存于）

### 策略聯盟
- SLLIN Consultants （页面存档备份，存于）

## 過去參與團隊

### 2015參與團隊[2][3]
| 團隊名稱                             | 產業領域           | 業務內容 |
| ------------------------------------ | ------------------ | --- |
| Boutir （页面存档备份，存于）        | 網路開店           | Boutir是一款專為商家建立線上商店的手機app，透過結合PayPal等交易平台，至今已經吸引超過7,000位賣家使用。       |
| Carshare                             | 點對點汽車共享平台 | Carshare成立於2012年，針對「汽車共享」建立的點對點平台，並與福斯、現代和比亞迪汽車等合作，推廣電動車的使用。 |
| EONIQ （页面存档备份，存于）         | 精品手錶           | EONIQ提供客製化高級手錶，目前已在全球25國推出發售。                                                          |
| HelloReporter （页面存档备份，存于） | 公關與行銷         | HelloReporter是針對新創與中小型企業提供公關與行銷服務的科技公司。                                            |
| R-Guardian （页面存档备份，存于）    | 智能配件           | R-Guardian是一間透過網路銷售智能配件的B2B新創公司。主要產品包括背包、錢包、雨傘和行李箱等。                  |
| Sam the Local （页面存档备份，存于） | 客製化旅遊         | Sam the Local團隊透過網路平台，讓旅客可以實際連結當地居民，進行深度文化旅行。                                |
| Sesame                               | 網路語言學習平台   | Sesame透過網路平台，讓民眾可以直接與母語人士對話，進而學習一門語言。                                         |
| ShopLovers （页面存档备份，存于）    | 女性網路購物平台   | ShopLovers專攻香港、東南亞和台灣女性市場，透過建立線下購物平台，讓女性消費者可以更方便進行購物。             |
| Studio-R （页面存档备份，存于）      | 3D科技傢俱         | Studio-R專門為居家裝潢與室內設計提供套入3D、VR或AR的傢俱。                                                   |
| TapTab.io （页面存档备份，存于）     | 線上音樂學習平台   | TapTab.io透過互動平台，讓大眾可以透過網路體驗音樂創作的樂趣。                                                |

### 2014參與團隊[4]
| 團隊名稱                      | 產業領域     | 業務內容                                                                             |
| ----------------------------- | ------------ | ------------------------------------------------------------------------------------ |
| Around （页面存档备份，存于） | 線上平台     | Around透過手機app串了社區週邊商家，讓居家生和透過往例變得更便利。                    |
| HITA （页面存档备份，存于）   | O2O音樂平台  | HITA是針對獨立音樂所開發的線上、線下網路平台。                                       |
| JOBDOH （页面存档备份，存于） | 人力資源平台 | JOBDOH專門提供派遣人員與短期勞工媒合工作的平台，目前在香港已有超過70,000人註冊。     |
| NovusTech                     | 智慧配件     | NovusTech專門為聽障人士設計方便與一班民眾溝通的智慧手套。                            |
| Optica （页面存档备份，存于） | 光學產品     | Optica成立於2014年, 目前產品包括Optica BVTM, Optica Aerial Imaging and Optica CG等。 |

## 外部連結
- （英文）Google Eye Program 官網 （页面存档备份，存于）
- （英文）Google Eye Program 2015 資料專頁 （页面存档备份，存于）
- （英文）（中文）（粵語）Eye Program 臉書粉絲專頁 （页面存档备份，存于）
- （英文）（中文）Eye Program 官方Youtube （页面存档备份，存于）
- （英文）Google Eye Program 官方Twitter （页面存档备份，存于）
- （英文）Eye Program 官方Instagram （页面存档备份，存于）